# Marcel Ruiz
Marcel Alejandro Ruiz Suárez (* 26. Oktober 2000 in Mérida, Yucatán) ist ein mexikanischer Fußballspieler. Der Mittelfeldspieler steht beim Erstligisten Club Tijuana unter Vertrag.

## Karriere

### Verein
Ruiz begann im Alter von fünf Jahren in der Jugend des Querétaro FC mit dem Fußballspielen. Am 21. Juli 2018 gab er beim 1:1-Unentschieden gegen Atlas Guadalajara sein Debüt in der Liga MX. Bereits am 22. August erzielte der erst 17-jährige Ruiz beim 1:0-Auswärtssieg gegen die UNAM Pumas seinen ersten Treffer in der höchsten mexikanischen Spielklasse. Bereits neun Tage konnte er im Spiel gegen Monarcas Morelia zwei Treffer vorbereiten. In dieser Saison 2018/19 bestritt er bereits 35 Pflichtspiele, in denen ihm zwei Tore und genauso viele Vorlagen gelangen. In der verkürzten Spielzeit 2019/20 absolvierte er 21 Ligaspiele, in denen er vier Tore erzielte.
Mitte Juni 2020 wurde der Wechsel von Marcel Ruiz zum Ligakonkurrenten Club Tijuana bekanntgegeben.

### Nationalmannschaft
Anlässlich der Testspiele gegen Brasilien und Japan wurde  Marcel Ruiz im September 2018 erstmals von Trainer Diego Ramírez für die mexikanische U-20-Nationalmannschaft nominiert.
Er debütierte in der mexikanischen Fußballnationalmannschaft am 24. März 2023 im Spiel der CONCACAF-Nationsl League gegen Suriname (2:0). 2025 gewann er mit der Auswahl Mexikos den CONCACAF Gold Cup.

## Spielweise
Trotz seiner jungen 18 Jahre bewegt sich Marcel Ruiz auf dem Spielfeld bereits wie ein erfahrener Mittelfeldspieler. Er zeigt im Ballbesitz große Ruhe und Gelassenheit, dadurch trifft er auch selten falsche Entscheidungen. Er selbst nennt Andrés Iniesta als sein Vorbild. Seine Spielweise erinnert ebenfalls stark an jene des ehemaligen Spielers des FC Barcelona.